# Holneiker Mendes Marreiros
Holneiker Mendes Marreiros (25 de abril de 1995) es un futbolista brasileño que juega como defensa en el JEF United Chiba de la J2 League.

## Trayectoria
Jugó para clubes como el S. E. Palmeiras, Zweigen Kanazawa y Tochigi SC.

## Clubes
| Club              | País   | Año       |
| ----------------- | ------ | --------- |
| S. E. Palmeiras   | Brasil | 2014      |
| União E. C.       | Brasil | 2015      |
| Zweigen Kanazawa  | Japón  | 2015-2017 |
| Tochigi S. C.     | Japón  | 2017-2019 |
| Ventforet Kofu    | Japón  | 2020-2021 |
| Kyoto Sanga F. C. | Japón  | 2022      |
| JEF United Chiba  | Japón  | 2023-     |